# Lista de lagos da Austrália
Lagos naturais de água doce são raros na Austrália, devido à ausência geral de atividade glacial e tectônica no país.

## Visão geral
A maioria dos lagos da Austrália pertencem a uma das três categorias:
- Lagos de litoral e lagoas
- Represas
- Lagos de sal, nos desertos

Na Tasmânia, devido a algumas geleiras, há um grande número de lagos doces naturais no planalto central, muitos dos quais foram ampliados para a construção de hidroelétricas. Uma lista dos lagos notáveis da Austrália segue-se.

## Lagos e Lagoas
- Lago Macquarie
- Lago Tuggerah
- Lagos Myall
- Lago Smith
- Lago Illawarralagoa de Narrabeen
- Lagoa Dee
- Lago Tabourie de St.George
- Lagos Gippsland
- Lago Victoria
- Lago Mallacoota
- Lago Alexandrina
- Lago Bonney

## Lagos artificiais
- Lago Burragorang na Nova Gales do Sul
- Lago Eucumbene
- Lago Jindabyne
- Lago Burley Griffin
- Lago Burrinjuck
- Represa de Blowering
- Lago Moondarra próximo ao Monte Isa
- Represa de Carcoar
- Represa de Burrendong
- Represa de Keepit
- Represa de Copeton
- Lago Glenbawn
- Lago Eildon em Victoria
- Lago Dartmouth
- lago Hume
- Lago Argyle, na Austrália Ocidental
- Represa de Wyangala

## Lagos salgados
- Lago Amadeus noTerritório do Norte
- Lago Barlee, na Austrália Ocidental
- Lago Cadibarrawirracanna
- Lago Carey, Austrália Ocidental
- Lago Disappointment, Austrália Ocidental
- Lago Dumbleyung, Austrália Ocidental
- Lago Dundas, Austrália Ocidental
- Lago Eyre, Austrália do Sul
- Lago Frome, Austrália do Sul
- Lago Gairdner, Austrália do Sul
- Lago Island
- Lago Lefroy
- Lago Torrens
- Lagos Willandra, na Nova Gales do Sul
- Mungo do lago

## Lagos de água doce
- Lago George, Nova Gales do Sul
- Great, Tasmânia
- Lago Saint Clair, Tasmânia
- Lago Pedder, Tasmânia
- Lago Gordon, Tasmânia

## Lagos vulcânicos
- Lago Azul, Austrália Meridional
- Lago Little Blue, Austrália Meridional
- Lago Valley, Austrália Meridional